# Jabłonna Lacka
Jabłonna Lacka è un comune rurale polacco del distretto di Sokołów, nel voivodato della Masovia.
Ricopre una superficie di 149,4 km² e nel 2004 contava 5 127 abitanti.